# Spoorlijn Couterne - La Ferté-Macé
De spoorlijn Couterne - La Ferté-Macé was een Franse spoorlijn van Couterne naar La Ferté Macé. De lijn is 15,7 km lang en heeft als lijnnummer 433 000.

## Geschiedenis
De lijn werd geopend door de Compagnie des chemins de fer de l'Ouest op 28 mei 1881. Tussen Couterne en Bagnoles-de-l'Orne-Tessé-la-Madeleine werd de lijn gesloten voor personen- en goederenvervoer op 17 februari 1942. Het gedeelte tussen Bagnoles-de-l'Orne-Tessé-la-Madeleine en La Ferté-Macé was tot 25 september 1988 in gebruik voor goederenvervoer en tot april 1992 voor personenvervoer. Daarna is de lijn opgebroken.

## Aansluitingen
In de volgende plaatsen is of was er een aansluiting op de volgende spoorlijnen:
Couterne
RFN 432 000, spoorlijn tussen Alençon en Domfront
La Ferté-Macé
RFN 434 000, spoorlijn tussen Briouze en La Ferté-Macé